# Marcos Antônio da Silva Gonçalves
Marcos Antônio da Silva Gonçalves, mais conhecido como Marquinhos (Prado, 19 de outubro de 1989), é um ex-futebolista brasileiro que atuava como meia. 

## Carreira

### Vitória
Foi descoberto pelas categorias de base do Vitória em 2002, aos doze anos. Depois de seis anos jogando nas categorias de base, foi promovido ao time principal, em 2008. Com características de meia-atacante, jogando também como um ponta, destacou-se na boa campanha do Vitória em 2008, sendo considerado uma das grandes revelações do Brasileirão daquele ano.

### Palmeiras
Em agosto de 2008, Marquinhos teve 30% dos seus direitos econômicos vendidos pelo Vitória para a Traffic, empresa parceira do Palmeiras e que repassou o jogador ao clube paulista. Para concluir a negociação o Vitória exigiu a permanência do jogador até o final do Brasileirão de 2008, com isso ele se apresentou ao Palmeiras apenas em janeiro de 2009.
No Palmeiras, porém, o jogador sofreu com muitas lesões e não conseguiu manter o bom futebol que apresentava no rubro-negro baiano, disputando apenas oito partidas pelo Brasileirão de 2009.

### Flamengo e problema contratual
Em julho de 2010, foi anunciado como reforço do Flamengo. Porém, no dia 29 do mesmo mês, teve seu contrato rescindido devido a um entrave jurídico com o Vitória. O clube baiano alegou que Marquinhos foi emprestado ao Palmeiras em um acordo válido até 31 de julho, e que, diante do desinteresse do clube paulista em permanecer com o jogador, ele deveria retornar ao Vitória. Com sua situação ainda indefinida, Marquinhos retornou ao clube de Salvador, clube com o qual tem contrato até 2011, e afirmou que estava feliz com a volta ao seu clube de origem. Porém, como já havia atuado por Palmeiras e Flamengo no Brasileirão, o atleta não poderia jogar a competição por um terceiro time. Assim, os dois rubro-negros entraram num acerto, com o jogador permanecendo no clube carioca num empréstimo no valor de trezentos mil reais.
No "Urubu", novamente não mostrou as mesmas exibições de 2008, e mal ficava no banco de reservas. Marcou seu único gol pelo rubro negro carioca no dia 13 de novembro de 2010, em partida válida pelo Brasileirão, contra o Atlético Mineiro, numa derrota por 4 a 1.

### Retorno ao Vitória
Em junho de 2011, retornou ao clube onde começou após não ser utilizado com frequência no time carioca. A boa fase também voltou e Marquinhos se viu como um dos principais destaques da equipe, marcando 13 gols em 19 jogos, incluindo um hat-trick no dia 13 de setembro, em triunfo por 5 a 1 sobre o Duque de Caxias, cravando a melhor média de um atacante na competição. O time, porém, terminou o certame na quinta colocação, a uma do acesso.
No Baianão de 2012, Marquinhos se machucou e não voltou a se apresentar como no ano anterior, chegando a figurar no banco de reservas durante algumas rodadas. Contabilizou, no entanto, sete tentos, três dos quais apenas na goleada por 6 a 1 aplicada no Feirense. No início da Série B, chegou à marca de 100 jogos pela equipe baiana, sendo homenageado pela diretoria do clube por este feito. No entanto, o ano de 2012 não foi muito positivo para o jogador. Apesar do acesso do Vitória à elite do futebol brasileiro, Marquinhos não repetiu as atuações do ano anterior. Marcou apenas três gols no certame nacional, dando mais seis assistências.
Ao final de seu contrato, em junho do ano seguinte, deixou o Vitória após seis anos no profissional.

### Cruzeiro

#### 2014
No dia 5 de junho de 2014, o Cruzeiro anunciou oficialmente um acerto com o jogador, num acordo junto a empresa Traffic.
Logo em sua chegada estreou no Campeonato Brasileiro e ajudou a equipe chegar ao seu quarto título do Campeonato Brasileiro, marcando gols e dando assistências importantes na reta final do campeonato, fez parte do único time da história do clube até então a alcançar esse feito de conquistar dois campeonatos nacionais consecutivos.
2015
No dia 21 de maio de 2015, Marquinhos marcou o único gol na partida de ida das quartas de finais da Libertadores da América, contra o River Plate no estádio Monumental de Núñez. O clube mineiro acabou sofrendo o revés no jogo da volta, perdendo de 3 a 0 para os argentinos no Mineirão.
No dia 6 de junho daquele mesmo ano, o atacante marcou o último gol na vitória por 3 a 1 do Cruzeiro contra o Atlético Mineiro, no estádio Independência em jogo válido pela 5.ª rodada do Brasileirão. Na comemoração, Marquinhos imitou uma gaivota, habitual gesto do jogador.

### Internacional
Em janeiro de 2016, Marquinhos foi negociado junto ao Cruzeiro e o Internacional, em uma troca entre o lateral Fabrício, que estava emprestado pelo clube gaúcho até o final de 2015. Marquinhos chega como reforço a Porto Alegre e assina contrato por 3 anos. No "Colorado", o atacante foi muito abaixo do esperado, tendo marcado apenas um gol em 19 partidas.

### Sport Recife
Em janeiro de 2017, Marquinhos é emprestado pelo Inter ao Sport Recife por um temporada.

### América Mineiro
Em 4 de fevereiro de 2018, o América Mineiro encaminha a contratação de Marquinhos por empréstimo até o fim do ano, quando encerra seu contrato com o Inter.

### Seleção Brasileira
Em 26 de novembro de 2008, foi convocado pela Seleção Brasileira Sub-20, para a disputa do Sul-Americano de 2009. Devido a uma lesão que o impediria de participar do torneio, pediu para ser liberado e se tratar no seu clube.

## Estatísticas
Até 14 de outubro de 2019.

### Clubes
| Clube           | Temporada | Outros torneios[c] | Outros torneios[c] | Outros torneios[c] | Copa nacional[a] | Copa nacional[a] | Copa nacional[a] | Campeonato nacional | Campeonato nacional | Campeonato nacional | Competições continentais[b] | Competições continentais[b] | Competições continentais[b] | Total | Total | Total   |
| Clube           | Temporada | Jogos              | Gols               | Assist.            | Jogos            | Gols             | Assist.          | Jogos               | Gols                | Assist.             | Jogos                       | Gols                        | Assist.                     | Jogos | Gols  | Assist. |
| --------------- | --------- | ------------------ | ------------------ | ------------------ | ---------------- | ---------------- | ---------------- | ------------------- | ------------------- | ------------------- | --------------------------- | --------------------------- | --------------------------- | ----- | ----- | ------- |
| Vitória         | 2007      | 0                  | 0                  | 0                  | 0                | 0                | 0                | 4                   | 0                   | 0                   | 0                           | 0                           | 0                           | 4     | 0     | 0       |
| Vitória         | 2008      | 16                 | 9                  | 5                  | 3                | 1                | 1                | 31                  | 7                   | 11                  | 0                           | 0                           | 0                           | 50    | 17    | 17      |
| Vitória         | 2011      | 0                  | 0                  | 0                  | 0                | 0                | 0                | 19                  | 13                  | 2                   | 0                           | 0                           | 0                           | 19    | 13    | 2       |
| Vitória         | 2012      | 16                 | 7                  | 4                  | 5                | 3                | 0                | 25                  | 3                   | 6                   | 0                           | 0                           | 0                           | 46    | 13    | 10      |
| Vitória         | 2013      | 17                 | 2                  | 9                  | 2                | 1                | 2                | 30                  | 7                   | 5                   | 2                           | 0                           | 0                           | 51    | 10    | 16      |
| Vitória         | 2014      | 15                 | 3                  | 1                  | 2                | 0                | 0                | 6                   | 2                   | 1                   | 0                           | 0                           | 0                           | 23    | 5     | 2       |
| Vitória         | Total     | 64                 | 21                 | 19                 | 12               | 5                | 3                | 115                 | 32                  | 25                  | 2                           | 0                           | 0                           | 193   | 58    | 47      |
| Palmeiras       | 2009      | 14                 | 0                  | 3                  | 0                | 0                | 0                | 8                   | 0                   | 0                   | 5                           | 0                           | 0                           | 27    | 0     | 3       |
| Palmeiras       | 2010      | 3                  | 0                  | 1                  | 3                | 0                | 0                | 1                   | 0                   | 0                   | 0                           | 0                           | 0                           | 7     | 0     | 1       |
| Palmeiras       | Total     | 17                 | 0                  | 4                  | 3                | 0                | 0                | 9                   | 0                   | 0                   | 5                           | 0                           | 0                           | 34    | 0     | 4       |
| Flamengo        |           |                    |                    |                    |                  |                  |                  |                     |                     |                     |                             |                             |                             |       |       |         |
| 2010            | 0         | 0                  | 0                  | 0                  | 0                | 0                | 9                | 1                   | 2                   | 0                   | 0                           | 0                           | 9                           | 1     | 2     |         |
| 2011            | 5         | 0                  | 0                  | 0                  | 0                | 0                | 0                | 0                   | 0                   | 0                   | 0                           | 0                           | 5                           | 0     | 0     |         |
| Total           | 5         | 0                  | 0                  | 0                  | 0                | 0                | 9                | 1                   | 2                   | 0                   | 0                           | 0                           | 14                          | 1     | 2     |         |
| Cruzeiro        | 2014      | 0                  | 0                  | 0                  | 0                | 0                | 0                | 18                  | 4                   | 5                   | 0                           | 0                           | 0                           | 18    | 4     | 5       |
| Cruzeiro        | 2015      | 11                 | 3                  | 4                  | 1                | 0                | 0                | 23                  | 1                   | 4                   | 8                           | 2                           | 1                           | 43    | 6     | 9       |
| Cruzeiro        | Total     | 11                 | 3                  | 4                  | 1                | 0                | 0                | 41                  | 5                   | 9                   | 8                           | 2                           | 1                           | 61    | 10    | 14      |
| Internacional   | 2016      | 13                 | 1                  | 0                  | 1                | 0                | 0                | 5                   | 0                   | 0                   | 0                           | 0                           | 0                           | 19    | 1     | 0       |
| Internacional   | Total     | 13                 | 1                  | 0                  | 1                | 0                | 0                | 5                   | 0                   | 0                   | 0                           | 0                           | 0                           | 19    | 1     | 0       |
| Sport           | 2017      | 9                  | 0                  | 2                  | 2                | 0                | 0                | 9                   | 1                   | 1                   | 0                           | 0                           | 0                           | 20    | 0     | 3       |
| Sport           | Total     | 9                  | 0                  | 2                  | 2                | 0                | 0                | 9                   | 1                   | 1                   | 0                           | 0                           | 0                           | 20    | 0     | 3       |
| América Mineiro | 2018      | 17                 | 1                  | 1                  | 2                | 0                | 0                | 0                   | 0                   | 0                   | 7                           | 0                           | 0                           | 26    | 1     | 1       |
| América Mineiro | Total     | 17                 | 1                  | 1                  | 2                | 0                | 0                | 0                   | 0                   | 0                   | 7                           | 0                           | 0                           | 26    | 1     | 1       |
| Guarani         | 2019      | 4                  | 0                  | 0                  | 0                | 0                | 0                | 0                   | 0                   | 0                   | 0                           | 0                           | 0                           | 4     | 0     | 0       |
| Guarani         | Total     | 4                  | 0                  | 0                  | 0                | 0                | 0                | 0                   | 0                   | 0                   | 0                           | 0                           | 0                           | 4     | 0     | 0       |

- a. ^ Jogos da Copa do Brasil
- b. ^ Jogos da Copa Libertadores da América e Copa Sul-Americana
- c. ^ Jogos dos campeonatos estaduais, Copa do Nordeste, Florida Cup, Recopa Gaúcha e Primeira Liga do Brasil

## Títulos
Vitória
- Campeonato Baiano: 2008 e 2013

Flamengo
- Taça Guanabara: 2011
- Taça Rio: 2011
- Campeonato Carioca: 2011

Cruzeiro
- Campeonato Brasileiro: 2014

Internacional
- Recopa Gaúcha: 2016
- Campeonato Gaúcho: 2016

Sport
- Taça Ariano Suassuna: 2017
- Campeonato Pernambucano: 2017